# Ramadasa crystallina
Ramadasa crystallina är en fjärilsart som beskrevs av Oswald Beltram Lower 1899. Ramadasa crystallina ingår i släktet Ramadasa och familjen nattflyn. Inga underarter finns listade.